# Cănuță, om sucit
Cănuță, om sucit este o operă literară scrisă de Ion Luca Caragiale.
Opera relatează, de la naștere până la moarte, povestea lui Cănuță, un om care a avut de-a lungul vieții dificultăți de a se adapta la societatea din jurul său și a căzut victimă multor abuzuri din partea persoanelor cu autoritate. Deși era un om perfect normal și bun la suflet, ceilalți îl judecau ca fiind „om sucit”. 
Scrisă din perspectiva societății, povestea relevă variatele nedreptăți pe care le-a suferit personajul principal de-a lungul vieții, de la învățătorul care își schimba permanent cerințele absurde, la jupânul căruia îi era ucenic și care îl obliga să care greutăți mari pe gheață și apoi îl apostrofa pentru cădere, la soția care l-a înșelat și în cele din urmă l-a înmormântat din greșeală, crezându-l mort și ucigându-l astfel involuntar.